# Austroleptis
Austroleptis (лат.) — род двукрылых насекомых из инфраотряда Tabanomorpha, единственный в составе семейства Austroleptidae Nagatomi, 1982 (ранее включали в состав Rhagionidae sensu lato). Южное полушарие: Австралазия, Неотропика. 8 видов. Мелкие мухи (3,5—5,0 мм) с короткими ногами и крупными крыльями. Самки имеют 9-й стернит (у всех низших Brachycera он отсутствует). Формула шпор голеней: 0-2-2.

## Систематика
В составе рода 10 видов. Акира Нагатоми (1982) отнёс род Austroleptis к подсемейству Austroleptinae в составе Rhagionidae, а в 2001 Бриан Стакенберг установил самостоятельное семейство Austroleptidae.
- Виды Неотропики (Аргентина, Бразилия, Чили):
  - Austroleptis atrata Nagatomi & Nagatomi, 1987 — Аргентина
  - Austroleptis atriceps Malloch, 1932 — Чили
  - Austroleptis breviflagella Nagatomi & Nagatomi, 1987 — Чили
  - Austroleptis fulviceps Malloch, 1932 — Чили
  - Austroleptis penai Nagatomi & Nagatomi, 1987 — Чили
  - Austroleptis longirostris Fachin, Santos, Amorim, 2018 — Бразилия[5]
  - Austroleptis papaveroi Fachin, Santos, Amorim, 2018 — Бразилия[5]
- Виды Австралии (Новый Южный Уэльс, Тасмания):
  - Austroleptis collessi Paramonov, 1962 — Новый Южный Уэльс[6]
  - Austroleptis multimaculata Hardy, 1920 — Тасмания[7]
  - Austroleptis rhyphoides Hardy, 1920 — Новый Южный Уэльс[3][7]typus